# Tom Ashley
Thomas John Mitchell Ashley –conocido como Tom Ashley– (Auckland, 11 de febrero de 1984) es un deportista neozelandés que compitió en vela en la clase RS:X.
Participó en dos Juegos Olímpicos de Verano, en los años 2004 y 2008, obteniendo una medalla de oro en Pekín 2008, en la clase RS:X. Ganó dos medallas en el Campeonato Mundial de RS:X, oro en 2008 y plata en 2006.
En 2009 fue nombrado oficial de la Orden del Mérito de Nueva Zelanda (ONZM).

## Palmarés internacional
| \| Juegos Olímpicos \| Juegos Olímpicos \| Juegos Olímpicos \| Juegos Olímpicos \| \| Año \| Lugar \| Medalla \| Clase \| \| ------------------ \| ------------------------ \| ---------------- \| ---------------- \| \| 2008 \| Pekín (China) \| Medalla de oro \| RS:X \| \| Campeonato Mundial \| \| \| \| \| Año \| Lugar \| Medalla \| Clase \| \| 2006 \| Torbole (Italia) \| Medalla de plata \| RS:X \| \| 2008 \| Auckland (Nueva Zelanda) \| Medalla de oro \| RS:X \| |                          |                  |       |
| Juegos Olímpicos |                          |                  |       |
| Año | Lugar                    | Medalla          | Clase |
| 2008 | Pekín (China)            | Medalla de oro   | RS:X  |
| Campeonato Mundial |                          |                  |       |
| Año | Lugar                    | Medalla          | Clase |
| 2006 | Torbole (Italia)         | Medalla de plata | RS:X  |
| 2008 | Auckland (Nueva Zelanda) | Medalla de oro   | RS:X  |